# Conseil de Federation
Le conseil de Federation (en anglais : Federation Council) est une zone d'administration locale située dans l'État de Nouvelle-Galles du Sud en Australie. Son chef-lieu est Corowa. 

## Géographie
Le conseil s'étend sur 5 685 km2 dans le sud de la Nouvelle-Galles du Sud et est limitrophe de l'État de Victoria.

### Villes et villages
Le conseil comprend les villes de Corowa, le chef-lieu, et Mulwala, ainsi que les villages et localités de Balldale, Boree Creek, Buraja, Coreen, Daysdale, Hopefield, Howlong, Lowesdale, Morundah, Oaklands, Rand, Rennie, Savernake et Urana.

## Historique
Le conseil de Federation est créé le 12 mai 2016 par la fusion des comtés de Corowa et d'Urana. Un administrateur provisoire est nommé pour gérer le conseil en attendant les premières élections.

## Démographie
La population s'élevait à 12 277 habitants en 2016.

## Politique et administration
Le conseil comprend neuf membres élus pour quatre ans, qui à leur tour élisent le maire pour deux ans. À la suite des élections du 4 décembre 2021, le conseil est formé d'indépendants.

### Liste des maires
| Période           | Période           | Identité       | Étiquette   | Qualité        |
| ----------------- | ----------------- | -------------- | ----------- | -------------- |
| 12 mai 2016       | 26 septembre 2017 | Mike Eden      |             | Administrateur |
| 26 septembre 2017 | en cours          | Patrick Bourke | Indépendant |                |